# Tomasz Muchiński
Tomasz Muchiński (ur. 6 marca 1966 w Łodzi) – polski piłkarz i trener piłkarski.

## Życiorys
Występował na pozycji bramkarza. Karierę rozpoczynał w ŁKS Łódź, z którym w 1983 roku sięgnął po mistrzostwo Polski juniorów. W 1985 roku przeszedł do Orła Łódź, był również zawodnikiem Stali Kutno, Polonii Warszawa i Hutnika Warszawa. Rozegrał 26 meczów w I lidze, wszystkie w barwach Widzewa Łódź. Z klubem tym sięgnął także dwukrotnie po mistrzostwo Polski i raz po Superpuchar Polski.
Na początku sezonu 2002/2003 Muchiński był trenerem Korony Kielce. Poprowadził zespół w 10 meczach, po których został zastąpiony przez Dariusza Wdowczyka. Od czerwca 2008 był szkoleniowcem Sokoła Aleksandrów Łódzki, który pod jego wodzą rozgrywał spotkania w rundzie jesiennej. W styczniu 2009 jego miejsce zajął Damian Gamus. W 2009 Muchiński pełnił funkcję trenera bramkarzy w Lechu Poznań.
8 lipca 2011 roku został trenerem bramkarzy Wisły Płock.
17 czerwca 2013 roku został trenerem bramkarzy Wisły Kraków, funkcję tę piastował do 10 czerwca 2015 roku. Od września 2015 trener Jutrzenki Warta.
Od 25 października do 2 grudnia 2016 pełnił rolę trenera Widzewa Łódź. Od 30 grudnia 2016 roku pełni rolę trenera w Zjednoczonych Stryków>.